# Eva Rée
Eva Rée, född 30 augusti 1920 i Esbjerg, död 21 juni 2009, var en dansk redaktör och politiker (Venstre). Hon var dotter till politikern och chefredaktören Knud Rée och syster till journalisten Kirsten Rée.
Rée tog studentexamen vid Vestjysk Gymnasium i Tarm och var därefter journalist på Vestkysten (1942-1944), Berlingske Aftenavis (1944-1945) och B.T. (1945-1947). Därefter blev hon reporter på Danmarks Radio (1947-1961) och, som den första kvinnan, programredaktör för radions aktualitets- och upplysningsavdelning (1961-1964) samt programredaktör för radiokanalen P3. Hon producerade ett antal reportage om sociala förhållanden och utsatta människor samt dokumentärfilmen Bag de ens facader (1962) på uppdrag av Dansk Kulturfilm. Hon var sedan programredaktör för nyhetsavdelningen samt sektionsledare för avdelningens invandrarredaktion (1974-1984). Hon lämnade Danmarks Radio 1994.
Liksom sin far var Eva Rée engagerad i partiet Venstre. Hon var folketingsledamot 1966-1971 och markerade sig bland annat som en motståndare av Danmarks medlemskap i Nato och som anhängare av en sänkning av rösträttsåldern till 18 år. Hon var gift två gånger: första gången med keramikern Eigil Hinrichsen (1944-1963) och andra gången med folketingsledamoten Holger Viveke (1970-1975).